# Glagolski oblici u njemačkom jeziku
U njemačkom jeziku postoji:
- 6 glagolskih vremena: prezent, preterit, perfekt, pluskvamperfekt, futur I. i futur II.
- 3 glagolska načina: indikativ, konjunktiv i imperativ
- 3 glagolska stanja: aktiv, pasiv zbivanja i pasiv stanja
- 3 glagolska lica: prvo, drugo i treće
- 2 glagolska broja: jednina i množina
- uz to postoje i infinitiv, particip I i particip II.[1]

NB: Iako u ovim tablicama nisu navedene, u njemačkom jeziku osobne zamjenice uvijek dolaze uz glagole u svim vremenima.

## Nesprezivi glagolski oblici

### Infinitiv
Infinitiv je osnovni oblik glagola u kojem se glagol obično navodi u rječnicima. Infinitiv ne određuje nijednu od gramatičkih kategorija glagola. 
Infinitiv u njemačkom jeziku obično završava na -en.
- sag-en
- arbeit-en
- woll-en
- hab-en
- schlaf-en

Kod glagola koji završavaju na -er i -el nastavak je -n:
- lächel-n
- meister-n
- verlänger-n
- erweiter-n

Postoje i složeni infinitivi koji se tvore od pomoćnih glagola:
- Pasiv zbivanja: gesehen werden (pomoćni glagol werden i particip II. glagola)
- Pasiv stanja: gesehen sein (pomoćni glagol sein i particip II. glagola)
- Perfekt: gesehen haben (pomoćni glagol haben ili sein i particip II. glagola)
- Perfekt pasiva zbivanja: gesehen worden sein (pomoćni glagol sein, particip II. pomoćnog glagola werden i particip II. glagola)
- Perfekt pasiva stanja: gesehen geworden sein (pomoćni glagol sein, particip II. pomoćnog glagola sein i particip II. glagola)
- Futur (više teoretski jer se njime koristi samo u finitnom obliku): sehen werden (pomoćni glagol werden i običan infinitiv)

#### Upotreba bezzu
Infinitiv se sam po sebi (bez prijedloga zu) može upotrebljavati u tvorbi nekih oblika (futur, konjunktiv II.), s modalnim glagolima, ali i kod zahtjeva i davanja uputa:
- Bitte die Tür schließen. – Molimo zatvoriti vrata.
- Kartoffeln schneiden. – Krumpire narezati.

Neki glagoli također idu s infinitivom:
- Ich gehe in den Markt einkaufen. – Idem u trgovinu kupovati.
- Sie ließ ihn gehen. – Pustila ga je da ode.
- Horst fuhr einkaufen. – Horst se odvezao u kupnju (kupovati).
- Sie lernen nähen. – Uče šivati.

Rabi se i u konstrukciji akuzativa s infinitivom slično latinskom ili starogrčkom.
- Ich höre den Vogel singen.
  - Čujem pticu pjevati.
  - Glavni glagol + akuzativ + infinitiv
  - Čujem kako ptica pjeva.
- Ich sehe ihn klettern.
  - Vidim ga kako se penje.
- Er ließ mich schlafen.
  - Pustio me da spavam.

Infinitivi se mogu upotrebljavati kao imenice uz član (srednji rod):
- Das Schwimmen ist gesund. – Plivanje je zdravo.

#### Upotreba sazu
Poneki glagoli, pridjevi i imenice uz sebe mogu zahtijevati infinitiv s prijedlogom zu.
Kod glagola se on rabi kako bi se izbjeglo ponavljanje zamjenica, a ponekad je nužno:
- Ich freue mich, dass ich dich bald wiedersehe. > Ich freue mich, dich bald wiederzusehen. – Veselim se uskoro te opet vidjeti.
- Ich fing an, das Buch zu lesen. – Počeo sam čitati knjigu.

Rečenica s konjugiranim glagolom sein i nekim pridjevima dodaje se zu + infinitiv:
- Es ist praktisch, ein anderes Auto zu haben. – Praktično je imati još jedan automobil.
- Ich finde es interessant, Sprachen zu lernen. – Smatram da je učenje jezika zanimljivo.

Neke apstraktne imenice također primaju zu + Infinitiv:
- Ich habe keine Lust, dir vorzulesen. – Nemam ti volje čitati.
- Heute hat er keine Zeit, mir zu helfen. – Danas mi nema vremena pomoći.

Veznici anstatt, ohne i um dolaze uz zu + Infintiv:
- Ihr übt, um zu gewinnen. – Vježbate kako biste pobijedili.[2]

### Particip I.
Tvori se dodavanjem nastavka -d na infinitiv:
- laufen – laufend (hodati – hodajući)
- lächeln – lächelnd (smiješiti se – smiješeći se).

Upotrebljava se slično hrvatskom glagolskom prilogu sadašnjem, to jest participu prezenta:
- Die Kinder saßen spielend im Park. – Djeca su sjedila igrajući se u parku.
- Der lachende Mann ist der, den ich kennenlernen will. – Smijući čovjek (čovjek koji se smije) jest onaj kojeg želim upoznati.

### Particip II.
Slabi (pravilni glagoli) tvore ga prefiksom ge- na treće lice jednine:
- fragen (er fragt) → gefragt
- passen (es passt) → gepasst
- antworten (er antwortet) → geantwortet.

Glagoli koji nisu naglašeni na prvom slogu (što je gotovo pa uvijek rezultat nenaglašena neodvojiva prefiksa ili stranog glagola kojem naglasak pada na posljednji slog -ieren ili -eien) ne dodaju prefiks ge-:
- verführen (er verführt) → verführt
- miauen (er miaut) → miaut
- probieren (er probiert) → probiert
- prophezeien (er prophezeit) → prophezeit

Nepravilni glagoli zadržavaju nastavak -en i često mijenjaju osnovu:
- laufen → gelaufen
- geben → gegeben
- gehen → gegangen
- werfen → geworfen

Odvojiv prefiks ostaje na mjestu prije ge-:
- aus|tauschen → ausgetauscht
- umverteilen → umverteilt

Razlika između glagola umfahren (ich fahre um) i umfahren (ich umfahre), jedan ima odvojiv prefiks um-, a drugi neodvojiv.
- Ich habe den Baum umgefahren. (Pregazio sam (zabio se u) stablo.)

- Ich habe den Baum umfahren. (Prošao sam oko stabla.)

Modalni i pomoćni glagoli imaju particip II. jednak infinitivu, ali kada ih se upotrebljava same, bez infinitiva, onda imaju pravilan particip.
- Ich habe den Chef besuchen dürfen. (Bilo mi je dopušteno vidjeti šefa.)

- Ich habe zum Chef gedurft. (nije uobičajeno) (Bio sam dopušten prema šefu.)

Particip drugi upotrebljava se slično hrvatskomu glagolskom pridjevu trpnom:
- Die gewaschene Wäsche hängt auf dem Balkon. – Oprano rublje visi na balkonu.
- Die Wäsche hängt gewaschen auf fem Balkon. – Rublje visi oprano na balkonu.

Vidimo da se može deklinirati kao običan pridjev (prva rečenica) ili stajati kao pridjev iza imenice (bez deklinacije).

## Indikativ - aktiv

### Prezent
Indikativ prezenta aktivnog ili skraćeno prezent je sadašnje glagolsko vrijeme.
|         | Lice | Pravilan glagol |
| ------- | ---- | --------------- |
| Jedina  | 1.   | kaufe           |
| Jedina  | 2.   | kaufst          |
| Jedina  | 3.   | kauft           |
| Množina | 1.   | kaufen          |
| Množina | 2.   | kauft           |
| Množina | 3.   | kaufen          |

Glagoli koji završavaju na -t, -chn -d, -dn, -fn, -gn i -tm dodaju -e- prije nastavka (ako se tamo već ne nalazi).
Glagoli koji završavaju na -s, -ß, -x i -z u drugom licu jednine primaju nastavak -t.
Glagoli koji završavaju na -er i -el u prvom i trećem licu množine primaju nastavak -n (kao infinitiv).

### Perfekt
Indikativom perfekta aktivnog ili skraćeno perfektom se ponajprije izriče da je neka radnja izvršena u prošlosti, odnosno da je završena.
U svakidašnjoj komunikaciji na jugu njemačkog govornog područja prošla se radnja izriče perfektom, a na sjeveru preteritom.
Razlika između njemačkog preterita i perfekta izvorno je jednaka razlici između engleskog past i present perfect. 
Perfekt se tvoru pomoću prezenta pomoćnog glagola haben (imati) i sein(biti) i participa II. glavnog glagola.
| Lice | Jednina     | Množina      |   |              |
| ---- | ----------- | ------------ | - | ------------ |
| 1.   | habe / bin  | haben / sind | + | Particip II. |
| 2.   | hast / bist | habt / seit  | + | Particip II. |
| 3.   | hat / ist   | haben / sind | + | Particip II. |

### Preterit
Indikativ preterita aktivnog ili skraćeno preterit izražava da je izrečena radnja, stanje ili zbivanje prošlo. Jedini je ispravan način prevođenja preterita na hrvatski jezik aoristom ili imperfektom. Budući da su aorist i imperfekt danas postali arhaični, takav se prijevod onda smatra stilski obilježenim. Ako se želi prijevod prilagoditi današnjem govoru, preterit se mora prevesti hrvatskim perfektom.
Preterit je uobičajeno vrijeme za pripovijedanje prošlih događaja u književnim dijelima.
Preterit se može tvoriti dvama načinima: slabi (pravilni) glagoli tvore ga posebnim nastavcima, a jaki glagoli mijenjaju osnovu i dodaju prezentske nastavke, ali za prvo i treće lice jednine ne dodaje se nikakav nastavak.
|         | Lice | Slab glagol | Jak glagol |
| ------- | ---- | ----------- | ---------- |
| Jedina  | 1.   | kaufte      | gab        |
| Jedina  | 2.   | kauftest    | gabst      |
| Jedina  | 3.   | kaufte      | gab        |
| Množina | 1.   | kauften     | gaben      |
| Množina | 2.   | kauftet     | gabt       |
| Množina | 3.   | kauften     | gaben      |

### Pluskvamperfekt
Indikativom pluskvamperfekta aktivnog ili skraćeno pluskvamperfektom se iskazuje neki događaj, gledano sa stajališta govornika, koji se zbio prije nekoga drugog prošlog događaja.
Pluskvamperfekt se tvori od preterita pomoćnog glagola haben (imati) i sein (biti) i participa II. glavnog glagola.
| Lice | Jednina         | Množina        |   |              |
| ---- | --------------- | -------------- | - | ------------ |
| 1.   | hatte / war     | hatten / waren | + | Particip II. |
| 2.   | hattest / warst | hattet / wart  | + | Particip II. |
| 3.   | hatte / war     | hatten / waren | + | Particip II. |

### Futur I.
Indikativ futura I. aktivnog ili skraćeno futur I. sa stajališta govornika izriče buduće događanje koje još nije započelo, a osobina je nezavršenost.
Futur I. tvori se od prezenta pomoćnog glagola werden (postati) i infinitiva glavnog glagola.
| Lice | Jednina | Množina |   |           |
| ---- | ------- | ------- | - | --------- |
| 1.   | werde   | werden  | + | Infinitiv |
| 2.   | wirst   | werdet  | + | Infinitiv |
| 3.   | wird    | werden  | + | Infinitiv |

### Futur II.
Indikativ futura II. aktivnog ili futur II. izriče buduću radnju koja ima osobinu završenosti.
Futur II. može izricati i radnju za koju pretpostavljamo da se već dogodila u prošlosti. Tada se on na hrvatski prevodi s konstrukcijom bit će da.
- Ergon wird uns nicht gesehen haben. (Bit će da nas Ergon nije vidio.)

Futur II. tvori se od prezenta pomoćnog glagola werden (postati) i infinitiva perfekta glavnog glagola.
| Lice | Jednina | Množina |   |              |   |              |
| ---- | ------- | ------- | - | ------------ | - | ------------ |
| 1.   | werde   | werden  | + | Particip II. | + | haben / sein |
| 2.   | wirst   | werdet  | + | Particip II. | + | haben / sein |
| 3.   | wird    | werden  | + | Particip II. | + | haben / sein |

## Indikativ – pasiv zbivanja
Indikativi pasiva zbivanja označavaju nesvršenu radnju koja se vršila nad subjektom. Tvore se općenito tako da se pomoćni glagol werden (postati) stavi u željeno vrijeme te mu se doda particip II. glavnog glagola.
Glagoli koji perfekt, pluskvamperfekt i futur II. tvore pomoću pomoćnog glagola sein (biti) nemaju pasivni oblik.

### Indikativ prezenta pasivnog zbivanja
Indikativ prezenta pasivnog zbivanja tvori se od prezenta pomoćnog glagola werden (postati) i participa II. glavnog glagola.
| Lice | Jednina | Množina |   |              |
| ---- | ------- | ------- | - | ------------ |
| 1.   | werde   | werden  | + | Particip II. |
| 2.   | wirst   | werdet  | + | Particip II. |
| 3.   | wird    | werden  | + | Particip II. |

### Indikativ perfekta pasivnog zbivanja
Indikativ perfekta pasivnog zbivanja tvori se od perfekta pomoćnog glagola werden (postati) i participa II. glavnog glagola. S time da se kao pomoćni glagol za tvorbu perfekta koristi sein (biti), a particip II. glagola werden gubi prefiks ge-.
| Lice | Jednina | Množina |   |              |   |        |
| ---- | ------- | ------- | - | ------------ | - | ------ |
| 1.   | bin     | sind    | + | Particip II. | + | worden |
| 2.   | bist    | seit    | + | Particip II. | + | worden |
| 3.   | ist     | sind    | + | Particip II. | + | worden |

### Indikativ preterita pasivnog zbivanja
Indikativ preterita pasivnog zbivanja tvori se od preterita pomoćnog glagola werden (postati) i participa II. glavnog glagola.
| Lice | Jednina | Množina |   |              |
| ---- | ------- | ------- | - | ------------ |
| 1.   | wurde   | wurden  | + | Particip II. |
| 2.   | wurdest | wurdet  | + | Particip II. |
| 3.   | wurde   | wurden  | + | Particip II. |

### Indikativ pluskvamperfekta pasivnog zbivanja
Indikativ pluskvamperfekta pasivnog zbivanja tvori se od pluskvamperfekta pomoćnog glagola werden (postati) i participa II. glavnog glagola. S time da se kao pomoćni glagol za tvorbu pluskvamperfekta koristi sein (biti), a particip II. glagola werden gubi prefiks ge-.
| Lice | Jednina | Množina |   |              |   |        |
| ---- | ------- | ------- | - | ------------ | - | ------ |
| 1.   | war     | waren   | + | Particip II. | + | worden |
| 2.   | warst   | wart    | + | Particip II. | + | worden |
| 3.   | war     | waren   | + | Particip II. | + | worden |

### Indikativ futura I. pasivnog zbivanja
Indikativ futura I. pasivnog zbivanja tvori se od futura I. pomoćnog glagola werden (postati) i participa II. glavnog glagola.
| Lice | Jednina | Množina |   |              |   |        |
| ---- | ------- | ------- | - | ------------ | - | ------ |
| 1.   | werde   | werden  | + | Particip II. | + | werden |
| 2.   | wirst   | werdet  | + | Particip II. | + | werden |
| 3.   | wird    | werden  | + | Particip II. | + | werden |

### Indikativ futura II. pasivnog zbivanja
Indikativ futura II. pasivnog zbivanja tvori se od futura II. pomoćnog glagola werden (postati) i participa II. glavnog glagola. S time da se kao pomoćni glagol za tvorbu futura II. koristi sein (biti), a particip II. glagola werden gubi prefiks ge-.
| Lice | Jednina | Množina |   |              |   |        |   |      |
| ---- | ------- | ------- | - | ------------ | - | ------ | - | ---- |
| 1.   | werde   | werden  | + | Particip II. | + | worden | + | sein |
| 2.   | wirst   | werdet  | + | Particip II. | + | worden | + | sein |
| 3.   | wird    | werden  | + | Particip II. | + | worden | + | sein |

## Indikativ – pasiv stanja
Indikativi pasiva stanja označavaju svršenu radnju koja se vršila nad subjektom. Tvore se općenito tako da se pomoćni glagol sein (biti) stavi u željeno vrijeme te mu se doda particip II. glavnog glagola.
Glagoli koji perfekt, pluskvamperfekt i futur II. tvore pomoću pomoćnog glagola sein (biti) nemaju pasivni oblik.

### Indikativ prezenta pasivnog stanja
Indikativ prezenta pasivnog stanja tvori se od prezenta pomoćnog glagola sein (biti) i participa II. glavnog glagola.
| Lice | Jednina | Množina |   |              |
| ---- | ------- | ------- | - | ------------ |
| 1.   | bin     | sind    | + | Particip II. |
| 2.   | bist    | seit    | + | Particip II. |
| 3.   | ist     | sind    | + | Particip II. |

### Indikativ perfekta pasivnog stanja
Indikativ perfekta pasivnog stanja tvori se od perfekta pomoćnog glagola sein (biti) i participa II. glavnog glagola. S time da se kao pomoćni glagol za tvorbu perfekta također koristi pomoćni glagol sein (biti), a particip II. glagola sein ne gubi prefiks ge-.
| Lice | Jednina | Množina |   |              |   |         |
| ---- | ------- | ------- | - | ------------ | - | ------- |
| 1.   | bin     | sind    | + | Particip II. | + | gewesen |
| 2.   | bist    | seid    | + | Particip II. | + | gewesen |
| 3.   | ist     | sind    | + | Particip II. | + | gewesen |

### Indikativ preterita pasivnog stanja
Indikativ preterita pasivnog stanja tvori se od preterita pomoćnog glagola sein (biti) i participa II. glavnog glagola.
| Lice | Jednina | Množina |   |              |
| ---- | ------- | ------- | - | ------------ |
| 1.   | war     | waren   | + | Particip II. |
| 2.   | warst   | wart    | + | Particip II. |
| 3.   | war     | waren   | + | Particip II. |

### Indikativ pluskvamperfekta pasivnog stanja
Indikativ pluskvamperfekta pasivnog stanja tvori se od pluskvamperfekta pomoćnog glagola sein (biti) i participa II. glavnog glagola. S time da se kao pomoćni glagol za tvorbu pluskvamperfekta također koristi pomoćni glagol sein (biti), a particip II. glagola sein ne gubi prefiks ge-.
| Lice | Jednina | Množina |   |              |   |         |
| ---- | ------- | ------- | - | ------------ | - | ------- |
| 1.   | war     | waren   | + | Particip II. | + | gewesen |
| 2.   | warst   | wart    | + | Particip II. | + | gewesen |
| 3.   | war     | waren   | + | Particip II. | + | gewesen |

### Indikativ futura I. pasivnog stanja
Indikativ futura I. pasivnog stanja tvori se od futura I. pomoćnog glagola sein (biti) i participa II. glavnog glagola.
| Lice | Jednina | Množina |   |              |   |      |
| ---- | ------- | ------- | - | ------------ | - | ---- |
| 1.   | werde   | werden  | + | Particip II. | + | sein |
| 2.   | wirst   | werdet  | + | Particip II. | + | sein |
| 3.   | wird    | werden  | + | Particip II. | + | sein |

### Indikativ futura II. pasivnog stanja
Indikativ futura II. pasivnog stanja tvori se od futura II. pomoćnog glagola sein (biti) i participa II. glavnog glagola. S time da se kao pomoćni glagol za tvorbu futura II. također koristi pomoćni glagol sein (biti), a particip II. glagola sein ne gubi prefiks ge-.
| Lice | Jednina | Množina |   |              |   |         |   |      |
| ---- | ------- | ------- | - | ------------ | - | ------- | - | ---- |
| 1.   | werde   | werden  | + | Particip II. | + | gewesen | + | sein |
| 2.   | wirst   | werdet  | + | Particip II. | + | gewesen | + | sein |
| 3.   | wird    | werden  | + | Particip II. | + | gewesen | + | sein |

## Upotreba konjunktiva
U njemačkom jeziku postoje dva konjunktiva, to su konjunktiv sadašnji ili konjunktiv I. i konjunktiv prošli ili konjunktiv II.

### Konjunktiv I.
Konjunktiv prvi obično se upotrebljava u indirektnom govoru. Razlikuje sljedeća vremena: prezent, perfekt, futur I. i futur II. (rijetko upotrebljavan).
Primjerice:
- Stefan sagt, er sei 20 Jahre alt.
- Stefan kaže da je star 20 godina.

Ova se rečenica može izreći i upotrebom vezika dass (glagol ide nakraj zavisne rečenice):
- Stefan sagt, dass er 20 Jahre alt sei.
- Stefan kaže da je 20 godina star.

Konjunktiv se može i zamijeniti indikativom (samo ako ima veznik dass):
- Stefan sagt, dass er 20 Jahre alt ist.
- Stefan kaže da je 20 godina star.

Razlika je u tome što indikativom govornik izvještava o čemu, a konjunktivom I pokazuje da nije siguran je li ono što je rekao točno. Dobri su primjeri:
- Er sagte mir, dass er nicht kommt. – Rekao je da ne dolazi. (indikativ)
- Er sagte mir auch, dass er arbeite. – Također mi je rekao da radi. (konjunktiv)

Konjunktiv I. rabi se i za pokazivanje odmaka u prepričavanju doživljaja:
- Er las das Buch und sagte mir, dass es gut sei. – Pročitao je knjigu i rekao mi da je dobra. (čini se da se govorniku ona ne sviđa, inače bi upotrijebio indikativ)

Vidimo ga i u naredbama i uputama:
- Man rühre einiges Mehl und vier Eier. – Pomiješajte nešto brašna i četiri jaja.

Vremena se u neupravnom govoru biraju na sljedeći način:
- konjunktiv I. perfekta – događaj se zbio (prije)
- konjunktiv I. prezenta – događaj se zbiva dok se govori (istodobno)
- konjunktiv I. futura – događaj će se dogoditi poslije (nakon)

U svakodnevnom se govoru konjunktiv I. zamjenjuje konjunktivom II., konjunktiv I. pojavljuje se uglavnom u pisanju, a u svakodnevnici, ako se rabi, najčešće se pojavljuje u prezentu.

### Konjunktiv II.
Konjunktiv drugi rabi se za izricanje želja, sumnji i općenito bilo čega hipotetskog. Upotrebljava se za ublažavanje naredbi, za preporuke i savjete te kada bi upotreba konjunktiva prvog u indirektnom govoru mogla dovesti do zabune. Uz riječi fast or beinahe pokazuje radnje koje gotovo pa da se nisu dogodile.
Postoje oblici preterita i pluskvamperfekta.
Jedan je primjer:
- Wenn ich reich wäre, würde ich um die Welt segeln. – Kad bih bio bogat, oplovio bih svijet.

## Konjunktiv – aktiv

### Konjunktiv prezenta aktivnog
Usporedba konjunktiva prezenta (aktivnog) pravilna glagola s indikativom prezenta istog glagola:
|         | Lice | Indikativ | Konjunktiv |
| ------- | ---- | --------- | ---------- |
| Jedina  | 1.   | male      | male       |
| Jedina  | 2.   | malst     | malest     |
| Jedina  | 3.   | malt      | male       |
| Množina | 1.   | malen     | malen      |
| Množina | 2.   | malt      | malet      |
| Množina | 3.   | malen     | malen      |

Glagoli koji inače u drugom i trećem licu jednine prolaze kroz umlaut u konjunktivu nemaju tu promjenu, primjerice lesen, 2. lice jednine indikativa: liest, ali 2. lice jednine: lesest.
Glagoli biti i imati imaju sljedeće oblike:
| Jednina | sein         | haben  |
| ------- | ------------ | ------ |
| 1.      | sei          | habe   |
| 2.      | seist/seiest | habest |
| 3.      | sei          | habe   |
| Množina | sein         | haben  |
| 1.      | seien        | haben  |
| 2.      | seiet        | habet  |
| 3.      | seien        | haben  |

### Konjunktiv perfekta aktivnog
Konjunktiv perfekta (aktivnog) tvori se pomoću konjunktiva prezenta (aktivnog) pomoćnog glagola haben (imati) ili sein (biti) i participa II. glavnog glagola.
|         | Jednina        | Množina       |   |              |
| ------- | -------------- | ------------- | - | ------------ |
| 1. lice | habe / sei     | haben / seien | + | Particip II. |
| 2. lice | habest / seist | habet / seiet | + | Particip II. |
| 3. lice | habe / sei     | haben / seien | + | Particip II. |

### Konjunktiv preterita aktivnog
Konjunktiv preterita (aktivnog) kod slabih je glagola jednak indikativu preterita aktivnog:
|         | Lice | Indikativ | Konjunktiv |
| ------- | ---- | --------- | ---------- |
| Jedina  | 1.   | holte     | holte      |
| Jedina  | 2.   | holtest   | holtest    |
| Jedina  | 3.   | holte     | holte      |
| Množina | 1.   | holten    | holten     |
| Množina | 2.   | holtet    | holtet     |
| Množina | 3.   | holten    | holten     |

Jaki glagoli tvore konjunktiv preterita dodavanjem nastavaka za konjunktiv prezenta na svoje preteritne osnove. Samoglasnici a, o i u postaju ä, ö i ü.
|         | Lice | Jak glagol |
| ------- | ---- | ---------- |
| Jedina  | 1.   | gäbe       |
| Jedina  | 2.   | gäb(e)st   |
| Jedina  | 3.   | gäbe       |
| Množina | 1.   | gäben      |
| Množina | 2.   | gäb(e)t    |
| Množina | 3.   | gäben      |

Nastavak -e u drugom licu dodaje se radi lakšeg izgovora.
Glagoli brennen, kennen, senden, nennen, rennen i wenden dodaju slabe nastavke za preterit i ne mijenjaju samoglasnik. Glagoli bringen, denken i wissen također dodaju preteritne nastavke, ali oni ne samo da mijenjaju samoglasnk, nego i dodaju umlaut na a i u (nastaju ä i ü).
Pomoćni glagoli imaju sljedeće oblike:
|         | Lice | sein         | haben   | werden  |
| ------- | ---- | ------------ | ------- | ------- |
| Jedina  | 1.   | wäre         | hätte   | würde   |
| Jedina  | 2.   | wärst/wärest | hättest | würdest |
| Jedina  | 3.   | wäre         | hätte   | würde   |
| Množina | 1.   | wären        | hätten  | würden  |
| Množina | 2.   | wärt/wäret   | hättet  | würdet  |
| Množina | 3.   | wären        | hätten  | würden  |

Modalni glagoli imaju sljedeće oblike koji su zapravo pravilni:
|         | Lice | dürfen   | können   | mögen    | müssen   | sollen   | wollen   |
| ------- | ---- | -------- | -------- | -------- | -------- | -------- | -------- |
| Jedina  | 1.   | dürfte   | könnte   | möchte   | müsste   | sollte   | wollte   |
| Jedina  | 2.   | dürftest | könntest | möchtest | müsstest | solltest | wolltest |
| Jedina  | 3.   | dürfte   | könnte   | möchte   | müsste   | sollte   | wollte   |
| Množina | 1.   | dürften  | könnten  | möchten  | müssten  | sollten  | wollten  |
| Množina | 2.   | dürftet  | könntet  | möchtet  | müsstet  | solltet  | wolltet  |
| Množina | 3.   | dürften  | könnten  | möchten  | müssten  | sollten  | wollten  |

### Würde + infinitiv
Oblici konjunktiva preterita previše su slični indikativu i zato se rijetko upotrebljavaju, umjesto njih, rabi se konjunktiv glagola werden i infinitiv:
| Lice | Jednina | Množina |   |           |
| ---- | ------- | ------- | - | --------- |
| 1.   | würde   | würden  | + | Infinitiv |
| 2.   | würdest | würdet  | + | Infinitiv |
| 3.   | würde   | würden  | + | Infinitiv |

Pomoćni i modalni glagoli ne upotrebljavaju konstrukciju würde + infinitiv.

### Konjunktiv pluskvamperfekta aktivnog
Konjunktiv pluskvamperfekta (aktivnog) tvori se pomoću konjunktiva preterita (aktivnog) pomoćnog glagola haben (imati) ili sein (biti) i participa II. glavnog glagola.
| Lice | Jednina          | Množina        |   |              |
| ---- | ---------------- | -------------- | - | ------------ |
| 1.   | hätte / wäre     | hätten / wären | + | Particip II. |
| 2.   | hättest / wärest | hättet / wäret | + | Particip II. |
| 3.   | hätte / wäre     | hätten / wären | + | Particip II. |

### Konjunktiv futura I. aktivnog
Konjunktiv futura I. (aktivnog) tvori se pomoću konjunktiva prezenta (aktivnog) pomoćnog glagola werden (postati) i infinitiva glavnog glagola.
| Lice | Jednina | Množina |   |           |
| ---- | ------- | ------- | - | --------- |
| 1.   | werde   | werden  | + | Infinitiv |
| 2.   | werdest | werdet  | + | Infinitiv |
| 3.   | werde   | werden  | + | Infinitiv |

### Konjunktiv futura II. aktivnog
Konjunktiv futura II. (aktivnog) tvori se pomoću konjunktiva futura I (aktivnog) pomoćnog glagola werden (postati) i participa II. glavnog glagola.
| Lice | Jednina | Množina |   |              |   |              |
| ---- | ------- | ------- | - | ------------ | - | ------------ |
| 1.   | werde   | werden  | + | Particip II. | + | haben / sein |
| 2.   | werdest | werdet  | + | Particip II. | + | haben / sein |
| 3.   | werde   | werden  | + | Particip II. | + | haben / sein |

## Konjunktiv – pasiv zbivanja

### Konjunktiv prezenta pasivnog zbivanja
Konjunktiv prezenta pasivnog zbivanja tvori se od konjunktiva prezenta aktivnog pomoćnog glagola werden (postati) i participa II. glavnog glagola.
| Lice | Jednina | Množina |   |              |
| ---- | ------- | ------- | - | ------------ |
| 1.   | werde   | werden  | + | Particip II. |
| 2.   | werdest | werdet  | + | Particip II. |
| 3.   | werde   | werden  | + | Particip II. |

### Konjunktiv perfekta pasivnog zbivanja
Konjunktiv perfekta pasivnog zbivanja tvori se od konjunktiva perfekta aktivnog pomoćnog glagola werden (postati) i participa II. glavnog glagola. S time da se kao pomoćni glagol za tvorbu perfekta koristi sein (biti), a particip II. glagola werden gubi prefiks ge-.
| Lice | Jednina | Množina |   |              |   |        |
| ---- | ------- | ------- | - | ------------ | - | ------ |
| 1.   | sei     | seien   | + | Particip II. | + | worden |
| 2.   | seist   | seiet   | + | Particip II. | + | worden |
| 3.   | sei     | seien   | + | Particip II. | + | worden |

### Konjunktiv preterita pasivnog zbivanja
Konjunktiv preterita pasivnog zbivanja tvori se od konjunktiva preterita aktivnog pomoćnog glagola werden (postati) i participa II. glavnog glagola.
| Lice | Jednina | Množina |   |              |
| ---- | ------- | ------- | - | ------------ |
| 1.   | würde   | würden  | + | Particip II. |
| 2.   | würdest | würdet  | + | Particip II. |
| 3.   | würde   | würden  | + | Particip II. |

### Konjunktiv pluskvamperfekta pasivnog zbivanja
Konjunktiv pluskvamperfekta pasivnog zbivanja tvori se od konjunktiva pluskvamperfekta aktivnog pomoćnog glagola werden (postati) i participa II. glavnog glagola. S time da se kao pomoćni glagol za tvorbu pluskvamperfekta koristi sein (biti), a particip II. glagola werden gubi prefiks ge-.
| Lice | Jednina | Množina |   |              |   |        |
| ---- | ------- | ------- | - | ------------ | - | ------ |
| 1.   | wäre    | wären   | + | Particip II. | + | worden |
| 2.   | wärest  | wäret   | + | Particip II. | + | worden |
| 3.   | wäre    | wären   | + | Particip II. | + | worden |

### Konjunktiv futura I pasivnog zbivanja
Konjunktiv futura I. pasivnog zbivanja tvori se od konjunktiva futura I. aktivnog pomoćnog glagola werden (postati) i participa II. glavnog glagola.
| Lice | Jednina | Množina |   |              |   |        |
| ---- | ------- | ------- | - | ------------ | - | ------ |
| 1.   | werde   | werden  | + | Particip II. | + | werden |
| 2.   | werdest | werdet  | + | Particip II. | + | werden |
| 3.   | werde   | werden  | + | Particip II. | + | werden |

### Konjunktiv futura II. pasivnog zbivanja
Konjunktiv futura II. pasivnog zbivanja tvori se od konjunktiva futura II. aktivnog pomoćnog glagola werden (postati) i participa II. glavnog glagola. S time da se kao pomoćni glagol za tvorbu futura II. koristi sein (biti), a particip II. glagola werden gubi prefiks ge-.
| Lice | Jednina | Množina |   |              |   |        |   |      |
| ---- | ------- | ------- | - | ------------ | - | ------ | - | ---- |
| 1.   | werde   | werden  | + | Particip II. | + | worden | + | sein |
| 2.   | werdest | werdet  | + | Particip II. | + | worden | + | sein |
| 3.   | werde   | werden  | + | Particip II. | + | worden | + | sein |

## Konjunktiv – pasiv stanja

### Konjunktiv prezenta pasivnog stanja
Konjunktiv prezenta pasivnog stanja tvori se od konjunktiva prezenta aktivnog pomoćnog glagola sein (biti) i participa II. glavnog glagola.
| Lice | Jednina | Množina |   |              |
| ---- | ------- | ------- | - | ------------ |
| 1.   | sei     | seien   | + | Particip II. |
| 2.   | seist   | seiet   | + | Particip II. |
| 3.   | sei     | seien   | + | Particip II. |

### Konjunktiv perfekta pasivnog stanja
Konjunktiv perfekta pasivnog stanja tvori se od konjunktiv perfekta aktivnog pomoćnog glagola sein (biti) i participa II. glavnog glagola. S time da se kao pomoćni glagol za tvorbu perfekta također koristi pomoćni glagol sein (biti), a particip II. glagola sein ne gubi prefiks ge-.
| Lice | Jednina | Množina |   |              |   |         |
| ---- | ------- | ------- | - | ------------ | - | ------- |
| 1.   | sei     | seien   | + | Particip II. | + | gewesen |
| 2.   | seist   | seiet   | + | Particip II. | + | gewesen |
| 3.   | sei     | seien   | + | Particip II. | + | gewesen |

### Konjunktiv preterita pasivnog stanja
Konjunktiv preterita pasiva stanja tvori se od konjunktiv preterita aktivnog pomoćnog glagola sein (biti) i participa II. glavnog glagola.
| Lice | Jednina | Množina |   |              |
| ---- | ------- | ------- | - | ------------ |
| 1.   | wäre    | wären   | + | Particip II. |
| 2.   | wärest  | wäret   | + | Particip II. |
| 3.   | wäre    | wären   | + | Particip II. |

### Konjunktiv pluskvamperfekta pasivnog stanja
Konjunktiv pluskvamperfekta pasivnog stanja tvori se od konjunktiv pluskvamperfekta aktivnog pomoćnog glagola sein (biti) i participa II. glavnog glagola. S time da se kao pomoćni glagol za tvorbu pluskvamperfekta također koristi pomoćni glagol sein (biti), a particip II. glagola sein ne gubi prefiks ge-.
| Lice | Jednina | Množina |   |              |   |         |
| ---- | ------- | ------- | - | ------------ | - | ------- |
| 1.   | wäre    | wären   | + | Particip II. | + | gewesen |
| 2.   | wärest  | wäret   | + | Particip II. | + | gewesen |
| 3.   | wäre    | wären   | + | Particip II. | + | gewesen |

### Konjunktiv futura I. pasivnog stanja
Konjunktiv futura I. pasivnog stanja tvori se od konjunktiv futura I. aktivnog pomoćnog glagola sein (biti) i participa II. glavnog glagola.
| Lice | Jednina | Množina |   |              |   |      |
| ---- | ------- | ------- | - | ------------ | - | ---- |
| 1.   | werde   | werden  | + | Particip II. | + | sein |
| 2.   | werdest | werdet  | + | Particip II. | + | sein |
| 3.   | werde   | werden  | + | Particip II. | + | sein |

### Konjunktiv futura II. pasivnog stanja
Konjunktiv futura II. pasivnog stanja tvori se od konjunktiv futura II. aktivnog pomoćnog glagola sein (biti) i participa II. glavnog glagola. S time da se kao pomoćni glagol za tvorbu futura II. također koristi pomoćni glagol sein (biti), a particip II. glagola sein ne gubi prefiks ge-.
| Lice | Jednina | Množina |   |              |   |         |   |      |
| ---- | ------- | ------- | - | ------------ | - | ------- | - | ---- |
| 1.   | werde   | werden  | + | Particip II. | + | gewesen | + | sein |
| 2.   | werdest | werdet  | + | Particip II. | + | gewesen | + | sein |
| 3.   | werde   | werden  | + | Particip II. | + | gewesen | + | sein |

## Imperativ
Imperativni su nastavci za drugo lice jednine i množine sljedeći (u ova se dva oblika osobna zamjenica može izbaciti):
|         | Lice | Pravilan glagol | Prijevod  |
| ------- | ---- | --------------- | --------- |
| Jednina | 2.   | Hör(e) zu!      | Slušaj!   |
| Množina | 2.   | Hört zu!        | Slušajte! |

Glagoli koji inače mijenjaju osnovu u drugom licu jednine to rade i ovdje, ali to ne uključuje glagole koji dodaju umlaut pa glagol fahren ima imperativ fahr(e), a ne *fähr(e). Također, ovi glagoli gotovo nikad ne dodaju -e:
|         | Lice | Indikativ | Imperativ | Prijevod |
| ------- | ---- | --------- | --------- | -------- |
| Jednina | 2.   | Nimmst    | Nimm      | Uzmi!    |
| Množina | 2.   | Nehmt     | Nehmt!    | Uzmite!  |

Glagoli koji završavaju na -d, -t, -ig te -m i -n uvijek dodaju nastavak -e, to jest on nije opcionalan:
|         | Lice | Imperativ | Prijevod |
| ------- | ---- | --------- | -------- |
| Jednina | 2.   | Atme!     | Diši!    |

Slabi glagoli čiji infinitivi završavaju na -eln ili -ern također uvijek zadržavaju -e, ali zato -e u osnovi često ispada u govornom njemačkom:
|         | Infinitiv: | wandern    | wandern |
| Lice    | Imperativ  | Prijevod   |         |
| Jednina | 2.         | Wand(e)re! | Hodaj!  |

Imperativi za prvo lice množine i oblik iz poštovanja (Sie, ponaša se potpuno isto kao treće lice množine, ali piše se velikim slovom) također postoje, a izgledaju potpuno jednako indikativu prezenta aktivnog:
|         | Lice            | Indikativ  | Imperativ   | Prijevod     |
| ------- | --------------- | ---------- | ----------- | ------------ |
| Množina | 1.              | Wir nehmen | Nehmen wir! | Uzmimo!      |
| Množina | 3. (poštovanje) | Sie nehmen | Nehmen Sie! | Uzmite (Vi)! |

Modalni se glagoli ne upotrebljavaju u imperativu, a pomoćni glagol 'biti' ima sljedeće oblike:
|         | Lice            | Imperativ  | Prijevod     |
| ------- | --------------- | ---------- | ------------ |
| Jednina | 2.              | Sei!       | Budi!        |
| Množina | 1.              | Seien wir! | Budimo!      |
| Množina | 2.              | Seid!      | Budite!      |
| Množina | 3. (poštovanje) | Seien Sie! | Budite (Vi)! |

## Osnovni oblici pomoćnih glagola
Osnovni oblici pomoćnih glagola sein (biti), haben (imati) i werden (postati) koji se koriste za tvorbu složenih glagolskih oblika.
|         |      | sein                        | sein                         | sein                         | sein                          |                             | haben                        | haben                        | haben                         | haben                       |                              | werden                       | werden                        | werden | werden |
|         | Lice | Indikativ prezenta aktivnog | Konjunktiv prezenta aktivnog | Indikativ preterita aktivnog | Konjunktiv preterita aktivnog | Indikativ prezenta aktivnog | Konjunktiv prezenta aktivnog | Indikativ preterita aktivnog | Konjunktiv preterita aktivnog | Indikativ prezenta aktivnog | Konjunktiv prezenta aktivnog | Indikativ preterita aktivnog | Konjunktiv preterita aktivnog |        |        |
| ------- | ---- | --------------------------- | ---------------------------- | ---------------------------- | ----------------------------- | --------------------------- | ---------------------------- | ---------------------------- | ----------------------------- | --------------------------- | ---------------------------- | ---------------------------- | ----------------------------- | ------ | ------ |
| Jedina  | 1.   | bin                         | sei                          | war                          | wäre                          |                             | habe                         | habe                         | hatte                         | hätte                       |                              | werde                        | werde                         | wurde  | würde  |
| Jedina  | 2.   | bist                        | seist                        | warst                        | wärst                         | hast                        | habest                       | hattest                      | hättest                       | wirst                       | werdest                      | wurdest                      | würdest                       |        |        |
| Jedina  | 3.   | ist                         | sei                          | war                          | wäre                          | hat                         | habe                         | hatte                        | hätte                         | wird                        | werde                        | wurde                        | würde                         |        |        |
| Množina | 1.   | sind                        | seien                        | waren                        | wären                         | haben                       | haben                        | hatten                       | hätten                        | werden                      | werden                       | wurden                       | würden                        |        |        |
| Množina | 2.   | seit                        | seiet                        | wart                         | wäret                         | habt                        | habet                        | hattet                       | hättet                        | werdet                      | werdet                       | wurdet                       | würdet                        |        |        |
| Množina | 3.   | sind                        | seien                        | waren                        | wären                         | haben                       | haben                        | hatten                       | hätten                        | werden                      | werden                       | wurden                       | würden                        |        |        |

## Osnovni oblici modalnih glagola
Osnovni oblici modalnih (načinskih) glagola müssen (morati), können (moći), dürfen (smjeti), sollen (morati), wollen (htjeti), mögen (voljeti).
|         |      | müssen                      | müssen                       | müssen                       | müssen                        |                             | können                       | können                       | können                        | können                      |                              | dürfen                       | dürfen                        | dürfen | dürfen |
|         | Lice | Indikativ prezenta aktivnog | Konjunktiv prezenta aktivnog | Indikativ preterita aktivnog | Konjunktiv preterita aktivnog | Indikativ prezenta aktivnog | Konjunktiv prezenta aktivnog | Indikativ preterita aktivnog | Konjunktiv preterita aktivnog | Indikativ prezenta aktivnog | Konjunktiv prezenta aktivnog | Indikativ preterita aktivnog | Konjunktiv preterita aktivnog |        |        |
| ------- | ---- | --------------------------- | ---------------------------- | ---------------------------- | ----------------------------- | --------------------------- | ---------------------------- | ---------------------------- | ----------------------------- | --------------------------- | ---------------------------- | ---------------------------- | ----------------------------- | ------ | ------ |
| Jedina  | 1.   | muss                        | müsse                        | musste                       | müsste                        |                             | kann                         | könne                        | konnte                        | könnte                      |                              | darf                         | dürfe                         | durfte | dürfte |
| Jedina  | 2.   | musst                       | müssest                      | musstest                     | müsstest                      | kannst                      | könnest                      | konntest                     | könntest                      | darfst                      | dürfest                      | durftest                     | dürftest                      |        |        |
| Jedina  | 3.   | muss                        | müsse                        | musste                       | müsste                        | kann                        | könne                        | konnte                       | könnte                        | darf                        | dürfe                        | durfte                       | dürfte                        |        |        |
| Množina | 1.   | müssen                      | müssen                       | mussten                      | müssten                       | können                      | können                       | konnten                      | könnten                       | dürfen                      | dürfen                       | durften                      | dürften                       |        |        |
| Množina | 2.   | müsst                       | müsset                       | musstet                      | müsstet                       | könnt                       | könnet                       | konntet                      | könntet                       | dürft                       | dürfet                       | durftet                      | dürftet                       |        |        |
| Množina | 3.   | müssen                      | müssen                       | mussten                      | müssten                       | können                      | können                       | konnten                      | könnten                       | dürfen                      | dürfen                       | durften                      | dürften                       |        |        |

|         |      | sollen                      | sollen                       | sollen                       | sollen                        |                             | wollen                       | wollen                       | wollen                        | wollen                      |                              | mögen                        | mögen                         | mögen  | mögen  |
|         | Lice | Indikativ prezenta aktivnog | Konjunktiv prezenta aktivnog | Indikativ preterita aktivnog | Konjunktiv preterita aktivnog | Indikativ prezenta aktivnog | Konjunktiv prezenta aktivnog | Indikativ preterita aktivnog | Konjunktiv preterita aktivnog | Indikativ prezenta aktivnog | Konjunktiv prezenta aktivnog | Indikativ preterita aktivnog | Konjunktiv preterita aktivnog |        |        |
| ------- | ---- | --------------------------- | ---------------------------- | ---------------------------- | ----------------------------- | --------------------------- | ---------------------------- | ---------------------------- | ----------------------------- | --------------------------- | ---------------------------- | ---------------------------- | ----------------------------- | ------ | ------ |
| Jedina  | 1.   | soll                        | solle                        | sollte                       | sollte                        |                             | will                         | wolle                        | wollte                        | wollte                      |                              | mag                          | möge                          | mochte | möchte |
| Jedina  | 2.   | sollst                      | sollest                      | solltest                     | solltest                      | willst                      | wollest                      | wolltest                     | wolltest                      | magst                       | mögest                       | mochtest                     | möchtest                      |        |        |
| Jedina  | 3.   | soll                        | solle                        | sollte                       | sollte                        | will                        | wolle                        | wollte                       | wollte                        | mag                         | möge                         | mochte                       | möchte                        |        |        |
| Množina | 1.   | sollen                      | sollen                       | sollten                      | sollten                       | wollen                      | wollen                       | wollten                      | wollten                       | mögen                       | mögen                        | mochten                      | möchten                       |        |        |
| Množina | 2.   | sollt                       | sollet                       | solltet                      | solltet                       | wollt                       | wollet                       | wolltet                      | wolltet                       | mögt                        | möget                        | mochtet                      | möchtet                       |        |        |
| Množina | 3.   | sollen                      | sollen                       | sollten                      | sollten                       | wollen                      | wollen                       | wollten                      | wollten                       | mögen                       | mögen                        | mochten                      | möchten                       |        |        |

## Pregled svih glagolskih oblika
Pregled svih glagolskih oblika na primjeru glagola kaufen (kupovati / kupiti).
| Infinitiv | Particip I. | Particip II. |
| --------- | ----------- | ------------ |
| kaufen    | kaufend     | gekauft      |

|         | Lice | Prezent |               | Perfekt      |                 | Preterit      |                      | Pluskvamperfekt |  | Futur I.     |  | Futur II.           |
| ------- | ---- | ------- | ------------- | ------------ | --------------- | ------------- | -------------------- | --------------- |  | ------------ |  | ------------------- |
| Jedina  | 1.   | kaufe   |               | habe gekauft |                 | kaufte        |                      | hatte gekauft   |  | werde kaufen |  | werde gekauft haben |
| Jedina  | 2.   | kaufst  | hast gekauft  | kauftest     | hattest gekauft | wirst kaufen  | wirst gekauft haben  |                 |  |              |  |                     |
| Jedina  | 3.   | kauft   | hat gekauft   | kaufte       | hatte gekauft   | wird kaufen   | wird gekauft haben   |                 |  |              |  |                     |
| Množina | 1.   | kaufen  | haben gekauft | kauften      | hatten gekauft  | werden kaufen | werden gekauft haben |                 |  |              |  |                     |
| Množina | 2.   | kauft   | habt gekauft  | kauftet      | hattet gekauft  | werdet kaufen | werdet gekauft haben |                 |  |              |  |                     |
| Množina | 3.   | kaufen  | haben gekauft | kauften      | hatten gekauft  | werden kaufen | werden gekauft haben |                 |  |              |  |                     |

|         | Lice | Prezent        |                     | Perfekt            |                      | Preterit              |                            | Pluskvamperfekt    |  | Futur I.             |  | Futur II.                  |
| ------- | ---- | -------------- | ------------------- | ------------------ | -------------------- | --------------------- | -------------------------- | ------------------ |  | -------------------- |  | -------------------------- |
| Jedina  | 1.   | werde gekauft  |                     | bin gekauft worden |                      | wurde gekauft         |                            | war gekauft worden |  | werde gekauft werden |  | werden gekauft worden sein |
| Jedina  | 2.   | wirst gekauft  | bist gekauft worden | wurdest gekauft    | warst gekauft worden | wirst gekauft werden  | wirst gekauft worden sein  |                    |  |                      |  |                            |
| Jedina  | 3.   | wird gekauft   | ist gekauft worden  | wurde gekauft      | war gekauft worden   | wird gekauft werden   | wird gekauft worden sein   |                    |  |                      |  |                            |
| Množina | 1.   | werden gekauft | sind gekauft worden | wurden gekauft     | waren gekauft worden | werden gekauft werden | werden gekauft worden sein |                    |  |                      |  |                            |
| Množina | 2.   | werdet gekauft | seit gekauft worden | wurdet gekauft     | wart gekauft worden  | werdet gekauft werden | werdet gekauft worden sein |                    |  |                      |  |                            |
| Množina | 3.   | werden gekauft | sind gekauft worden | wurden gekauft     | waren gekauft worden | werden gekauft werden | werden gekauft worden sein |                    |  |                      |  |                            |

|         | Lice | Prezent      |                      | Perfekt             |                       | Preterit            |                             | Pluskvamperfekt     |  | Futur I.           |  | Futur II.                   |
| ------- | ---- | ------------ | -------------------- | ------------------- | --------------------- | ------------------- | --------------------------- | ------------------- |  | ------------------ |  | --------------------------- |
| Jedina  | 1.   | bin gekauft  |                      | bin gekauft gewesen |                       | war gekauft         |                             | war gekauft gewesen |  | werde gekauft sein |  | werden gekauft gewesen sein |
| Jedina  | 2.   | bist gekauft | bist gekauft gewesen | warst gekauft       | warst gekauft gewesen | wirst gekauft sein  | wirst gekauft gewesen sein  |                     |  |                    |  |                             |
| Jedina  | 3.   | ist gekauft  | ist gekauft gewesen  | war gekauft         | war gekauft gewesen   | wird gekauft sein   | wird gekauft gewesen sein   |                     |  |                    |  |                             |
| Množina | 1.   | sind gekauft | sind gekauft gewesen | waren gekauft       | waren gekauft gewesen | werden gekauft sein | werden gekauft gewesen sein |                     |  |                    |  |                             |
| Množina | 2.   | seit gekauft | seit gekauft gewesen | wart gekauft        | wart gekauft gewesen  | werdet gekauft sein | werdet gekauft gewesen sein |                     |  |                    |  |                             |
| Množina | 3.   | sind gekauft | sind gekauft gewesen | waren gekauft       | waren gekauft gewesen | werden gekauft sein | werden gekauft gewesen sein |                     |  |                    |  |                             |

|         | Lice | Prezent |                | Perfekt      |                 | Preterit       |                       | Pluskvamperfekt |  | Futur I.     |  | Futur II.           |
| ------- | ---- | ------- | -------------- | ------------ | --------------- | -------------- | --------------------- | --------------- |  | ------------ |  | ------------------- |
| Jedina  | 1.   | kaufe   |                | habe gekauft |                 | kaufte         |                       | hätte gekauft   |  | werde kaufen |  | werde gekauft haben |
| Jedina  | 2.   | kaufest | habest gekauft | kauftest     | hättest gekauft | werdest kaufen | werdest gekauft haben |                 |  |              |  |                     |
| Jedina  | 3.   | kaufe   | habe gekauft   | kaufte       | hätte gekauft   | werde kaufen   | werde gekauft haben   |                 |  |              |  |                     |
| Množina | 1.   | kaufen  | haben gekauft  | kauften      | hätten gekauft  | werden kaufen  | werden gekauft haben  |                 |  |              |  |                     |
| Množina | 2.   | kaufet  | habet gekauft  | kauftet      | hättet gekauft  | werdet kaufen  | werdet gekauft haben  |                 |  |              |  |                     |
| Množina | 3.   | kaufen  | haben gekauft  | kauften      | hätten gekauft  | werden kaufen  | werden gekauft haben  |                 |  |              |  |                     |

|         | Lice | Prezent         |                      | Perfekt            |                       | Preterit               |                             | Pluskvamperfekt     |  | Futur I.             |  | Futur II.                  |
| ------- | ---- | --------------- | -------------------- | ------------------ | --------------------- | ---------------------- | --------------------------- | ------------------- |  | -------------------- |  | -------------------------- |
| Jedina  | 1.   | werde gekauft   |                      | sei gekauft worden |                       | würde gekauft          |                             | wäre gekauft worden |  | werde gekauft werden |  | werden gekauft worden sein |
| Jedina  | 2.   | werdest gekauft | seist gekauft worden | würdest gekauft    | wärest gekauft worden | werdest gekauft werden | werdest gekauft worden sein |                     |  |                      |  |                            |
| Jedina  | 3.   | werde gekauft   | sei gekauft worden   | würde gekauft      | wäre gekauft worden   | werde gekauft werden   | werde gekauft worden sein   |                     |  |                      |  |                            |
| Množina | 1.   | werden gekauft  | seien gekauft worden | würden gekauft     | wären gekauft worden  | werden gekauft werden  | werden gekauft worden sein  |                     |  |                      |  |                            |
| Množina | 2.   | werdet gekauft  | seiet gekauft worden | würdet gekauft     | wäret gekauft worden  | werdet gekauft werden  | werdet gekauft worden sein  |                     |  |                      |  |                            |
| Množina | 3.   | werden gekauft  | seien gekauft worden | würden gekauft     | wären gekauft worden  | werden gekauft werden  | werden gekauft worden sein  |                     |  |                      |  |                            |

|         | Lice | Prezent       |                       | Perfekt             |                        | Preterit             |                              | Pluskvamperfekt      |  | Futur I.           |  | Futur II.                   |
| ------- | ---- | ------------- | --------------------- | ------------------- | ---------------------- | -------------------- | ---------------------------- | -------------------- |  | ------------------ |  | --------------------------- |
| Jedina  | 1.   | sei gekauft   |                       | sei gekauft gewesen |                        | wäre gekauft         |                              | wäre gekauft gewesen |  | werde gekauft sein |  | werden gekauft gewesen sein |
| Jedina  | 2.   | seist gekauft | seist gekauft gewesen | wärest gekauft      | wärest gekauft gewesen | werdest gekauft sein | werdest gekauft gewesen sein |                      |  |                    |  |                             |
| Jedina  | 3.   | sei gekauft   | sei gekauft gewesen   | wäre gekauft        | wäre gekauft gewesen   | werde gekauft sein   | werde gekauft gewesen sein   |                      |  |                    |  |                             |
| Množina | 1.   | seien gekauft | seien gekauft gewesen | wären gekauft       | wären gekauft gewesen  | werden gekauft sein  | werden gekauft gewesen sein  |                      |  |                    |  |                             |
| Množina | 2.   | seiet gekauft | seiet gekauft gewesen | wäret gekauft       | wäret gekauft gewesen  | werdet gekauft sein  | werdet gekauft gewesen sein  |                      |  |                    |  |                             |
| Množina | 3.   | seien gekauft | seien gekauft gewesen | wären gekauft       | wären gekauft gewesen  | werden gekauft sein  | werden gekauft gewesen sein  |                      |  |                    |  |                             |

|         | Lice |       |
| ------- | ---- | ----- |
| Jednina | 2.   | kaufe |
| Množina | 2.   | kauft |

## Usporedba svih oblika indikativa i konjunktiva po glagolskim vremenima
Usporedba svih oblika indikativa i konjunktiva glagola kaufen po glagolskim vremenima.
|         | Lice | Indikativ aktivni |                | Indikativ pasivni zbivanja |         | Indikativ pasivni stanja |               | Konjunktiv aktivni |  | Konjunktiv pasivni zbivanja |  | Konjunkstiv pasivni stanja |
| ------- | ---- | ----------------- | -------------- | -------------------------- | ------- | ------------------------ | ------------- | ------------------ |  | --------------------------- |  | -------------------------- |
| Jedina  | 1.   | kaufe             |                | werde gekauft              |         | bin gekauft              |               | kaufe              |  | werde gekauft               |  | sei gekauft                |
| Jedina  | 2.   | kaufst            | wirst gekauft  | bist gekauft               | kaufest | werdest gekauft          | seist gekauft |                    |  |                             |  |                            |
| Jedina  | 3.   | kauft             | wird gekauft   | ist gekauft                | kaufe   | werde gekauft            | sei gekauft   |                    |  |                             |  |                            |
| Množina | 1.   | kaufen            | werden gekauft | sind gekauft               | kaufen  | werden gekauft           | seien gekauft |                    |  |                             |  |                            |
| Množina | 2.   | kauft             | werdet gekauft | seit gekauft               | kaufet  | werdet gekauft           | seiet gekauft |                    |  |                             |  |                            |
| Množina | 3.   | kaufen            | werden gekauft | sind gekauft               | kaufen  | werden gekauft           | seien gekauft |                    |  |                             |  |                            |

|         | Lice | Indikativ aktivni |                     | Indikativ pasivni zbivanja |                | Indikativ pasivni stanja |                       | Konjunktiv aktivni |  | Konjunktiv pasivni zbivanja |  | Konjunkstiv pasivni stanja |
| ------- | ---- | ----------------- | ------------------- | -------------------------- | -------------- | ------------------------ | --------------------- | ------------------ |  | --------------------------- |  | -------------------------- |
| Jedina  | 1.   | habe gekauft      |                     | bin gekauft worden         |                | bin gekauft gewesen      |                       | habe gekauft       |  | sei gekauft worden          |  | sei gekauft gewesen        |
| Jedina  | 2.   | hast gekauft      | bist gekauft worden | bist gekauft gewesen       | habest gekauft | seist gekauft worden     | seist gekauft gewesen |                    |  |                             |  |                            |
| Jedina  | 3.   | hat gekauft       | ist gekauft worden  | ist gekauft gewesen        | habe gekauft   | sei gekauft worden       | sei gekauft gewesen   |                    |  |                             |  |                            |
| Množina | 1.   | haben gekauft     | sind gekauft worden | sind gekauft gewesen       | haben gekauft  | seien gekauft worden     | seien gekauft gewesen |                    |  |                             |  |                            |
| Množina | 2.   | habt gekauft      | seit gekauft worden | seit gekauft gewesen       | habet gekauft  | seiet gekauft worden     | seiet gekauft gewesen |                    |  |                             |  |                            |
| Množina | 3.   | haben gekauft     | sind gekauft worden | sind gekauft gewesen       | haben gekauft  | seien gekauft worden     | seien gekauft gewesen |                    |  |                             |  |                            |

|         | Lice | Indikativ aktivni |                 | Indikativ pasivni zbivanja |          | Indikativ pasivni stanja |                | Konjunktiv aktivni |  | Konjunktiv pasivni zbivanja |  | Konjunkstiv pasivni stanja |
| ------- | ---- | ----------------- | --------------- | -------------------------- | -------- | ------------------------ | -------------- | ------------------ |  | --------------------------- |  | -------------------------- |
| Jedina  | 1.   | kaufte            |                 | wurde gekauft              |          | war gekauft              |                | kaufte             |  | würde gekauft               |  | wäre gekauft               |
| Jedina  | 2.   | kauftest          | wurdest gekauft | warst gekauft              | kauftest | würdest gekauft          | wärest gekauft |                    |  |                             |  |                            |
| Jedina  | 3.   | kaufte            | wurde gekauft   | war gekauft                | kaufte   | würde gekauft            | wäre gekauft   |                    |  |                             |  |                            |
| Množina | 1.   | kauften           | wurden gekauft  | waren gekauft              | kauften  | würden gekauft           | wären gekauft  |                    |  |                             |  |                            |
| Množina | 2.   | kauftet           | wurdet gekauft  | wart gekauft               | kauftet  | würdet gekauft           | wäret gekauft  |                    |  |                             |  |                            |
| Množina | 3.   | kauften           | wurden gekauft  | waren gekauft              | kauften  | würden gekauft           | wären gekauft  |                    |  |                             |  |                            |

|         | Lice | Indikativ aktivni |                      | Indikativ pasivni zbivanja |                 | Indikativ pasivni stanja |                        | Konjunktiv aktivni |  | Konjunktiv pasivni zbivanja |  | Konjunkstiv pasivni stanja |
| ------- | ---- | ----------------- | -------------------- | -------------------------- | --------------- | ------------------------ | ---------------------- | ------------------ |  | --------------------------- |  | -------------------------- |
| Jedina  | 1.   | hatte gekauft     |                      | war gekauft worden         |                 | war gekauft gewesen      |                        | hätte gekauft      |  | wäre gekauft worden         |  | wäre gekauft gewesen       |
| Jedina  | 2.   | hattest gekauft   | warst gekauft worden | warst gekauft gewesen      | hättest gekauft | wärest gekauft worden    | wärest gekauft gewesen |                    |  |                             |  |                            |
| Jedina  | 3.   | hatte gekauft     | war gekauft worden   | war gekauft gewesen        | hätte gekauft   | wäre gekauft worden      | wäre gekauft gewesen   |                    |  |                             |  |                            |
| Množina | 1.   | hatten gekauft    | waren gekauft worden | waren gekauft gewesen      | hätten gekauft  | wären gekauft worden     | wären gekauft gewesen  |                    |  |                             |  |                            |
| Množina | 2.   | hattet gekauft    | wart gekauft worden  | wart gekauft gewesen       | hättet gekauft  | wäret gekauft worden     | wäret gekauft gewesen  |                    |  |                             |  |                            |
| Množina | 3.   | hatten gekauft    | waren gekauft worden | waren gekauft gewesen      | hätten gekauft  | wären gekauft worden     | wären gekauft gewesen  |                    |  |                             |  |                            |

|         | Lice | Indikativ aktivni |                       | Indikativ pasivni zbivanja |                | Indikativ pasivni stanja |                      | Konjunktiv aktivni |  | Konjunktiv pasivni zbivanja |  | Konjunkstiv pasivni stanja |
| ------- | ---- | ----------------- | --------------------- | -------------------------- | -------------- | ------------------------ | -------------------- | ------------------ |  | --------------------------- |  | -------------------------- |
| Jedina  | 1.   | werde kaufen      |                       | werde gekauft werden       |                | werde gekauft sein       |                      | werde kaufen       |  | werde gekauft werden        |  | werde gekauft sein         |
| Jedina  | 2.   | wirst kaufen      | wirst gekauft werden  | wirst gekauft sein         | werdest kaufen | werdest gekauft werden   | werdest gekauft sein |                    |  |                             |  |                            |
| Jedina  | 3.   | wird kaufen       | wird gekauft werden   | wird gekauft sein          | werde kaufen   | werde gekauft werden     | werde gekauft sein   |                    |  |                             |  |                            |
| Množina | 1.   | werden kaufen     | werden gekauft werden | werden gekauft sein        | werden kaufen  | werden gekauft werden    | werden gekauft sein  |                    |  |                             |  |                            |
| Množina | 2.   | werdet kaufen     | werdet gekauft werden | werdet gekauft sein        | werdet kaufen  | werdet gekauft werden    | werdet gekauft sein  |                    |  |                             |  |                            |
| Množina | 3.   | werden kaufen     | werden gekauft werden | werden gekauft sein        | werden kaufen  | werden gekauft werden    | werden gekauft sein  |                    |  |                             |  |                            |

|         | Lice | Indikativ aktivni    |                            | Indikativ pasivni zbivanja  |                       | Indikativ pasivni stanja    |                              | Konjunktiv aktivni  |  | Konjunktiv pasivni zbivanja |  | Konjunkstiv pasivni stanja  |
| ------- | ---- | -------------------- | -------------------------- | --------------------------- | --------------------- | --------------------------- | ---------------------------- | ------------------- |  | --------------------------- |  | --------------------------- |
| Jedina  | 1.   | werde gekauft haben  |                            | werden gekauft worden sein  |                       | werden gekauft gewesen sein |                              | werde gekauft haben |  | werden gekauft worden sein  |  | werden gekauft gewesen sein |
| Jedina  | 2.   | wirst gekauft haben  | wirst gekauft worden sein  | wirst gekauft gewesen sein  | werdest gekauft haben | werdest gekauft worden sein | werdest gekauft gewesen sein |                     |  |                             |  |                             |
| Jedina  | 3.   | wird gekauft haben   | wird gekauft worden sein   | wird gekauft gewesen sein   | werde gekauft haben   | werde gekauft worden sein   | werde gekauft gewesen sein   |                     |  |                             |  |                             |
| Množina | 1.   | werden gekauft haben | werden gekauft worden sein | werden gekauft gewesen sein | werden gekauft haben  | werden gekauft worden sein  | werden gekauft gewesen sein  |                     |  |                             |  |                             |
| Množina | 2.   | werdet gekauft haben | werdet gekauft worden sein | werdet gekauft gewesen sein | werdet gekauft haben  | werdet gekauft worden sein  | werdet gekauft gewesen sein  |                     |  |                             |  |                             |
| Množina | 3.   | werden gekauft haben | werden gekauft worden sein | werden gekauft gewesen sein | werden gekauft haben  | werden gekauft worden sein  | werden gekauft gewesen sein  |                     |  |                             |  |                             |

## Oblici indikativa prevedeni na hrvatski
Svi oblici indikativa glagola kaufen (kupiti / kupovati) u 1. licu jednine prevedeni na hrvatski.
| Njemački indikativ | Njemački indikativ | Njemački indikativ              |                    | Hrvatski indikativ                                      | Hrvatski indikativ       | Hrvatski indikativ | Pojašnjenje                                          |
| ------------------ | ------------------ | ------------------------------- | ------------------ | ------------------------------------------------------- | ------------------------ | --- | ---------------------------------------------------- |
| Prezent            | aktiv              | Ich kaufe.                      |                    | Prezent                                                 | aktiv                    | Ja kupim / kupujem. |                                                      |
| Preterit           | aktiv              | Ich kaufte.                     | Aorist / imperfekt | Ja kupih / kupovah.                                     | aktiv                    | |                                                      |
| Perfekt            | aktiv              | Ich habe gekauft.               | Perfekt            | Ja sam kupio / kupovao.                                 | aktiv                    | |                                                      |
| Pluskvamperfekt    | aktiv              | Ich hatte gekauft.              | Pluskvamperfekt    | Ja bijah kupio / kupovao. (Ja sam bio kupio / kupovao.) | aktiv                    | |                                                      |
| Futur I.           | aktiv              | Ich werde kaufen.               | Futur I.           | Ja ću kupiti / kupovati.                                | aktiv                    | |                                                      |
| Futur II.          | aktiv              | Ich werde gekauft haben.        | Futur II.          | Ja budem kupio / kupovao.                               | aktiv                    | |                                                      |
|                    |                    |                                 |                    |                                                         |                          | |                                                      |
| Prezent            | pasiv zbivanja     | Ich werde gekauft.              |                    | Prezent                                                 | pasiv nesvršenih glagola | Ja bivam kupovan. | Netko me kupuje. Radnja još traje.                   |
| Preterit           | pasiv zbivanja     | Ich wurde gekauft.              | Aorist / imperfekt | Ja bijah kupovan.                                       | pasiv nesvršenih glagola | Netko me kupovaše. Radnja je završena, ne zna se je li uspješno.                                                                   |                                                      |
| Perfekt            | pasiv zbivanja     | Ich bin gekauft worden.         | Perfekt            | Ja sam bivao kupovan.                                   | pasiv nesvršenih glagola | Netko me kupovaše. Radnja je završena, ne zna se je li uspješno. Ja se sada nalazim u posljedičnom stanju te radnje.               |                                                      |
| Pluskvamperfekt    | pasiv zbivanja     | Ich war gekauft worden.         | Pluskvamperfekt    | Ja bijah bivao kupovan. (Ja sam bio bivao kupovan.)     | pasiv nesvršenih glagola | Netko me bijaše kupovao. Radnja je završena, ne zna se je li uspješno. Ja se sada više ne nalazim u posljedičnom stanju te radnje. |                                                      |
| Futur I.           | pasiv zbivanja     | Ich werde gekauft werden.       | Futur I.           | Ja ću bivati kupovan.                                   | pasiv nesvršenih glagola | Netko će mene kupovati. Ne zna se hoće li to biti uspješno.                                                                        |                                                      |
| Futur II.          | pasiv zbivanja     | Ich werde gekauft worden sein.  | Futur II.          | Ja budem kupovan.                                       | pasiv nesvršenih glagola | Netko će mene kupovati. Ne zna se hoće li to biti uspješno. Ja ću se potom nalaziti u posljedičnom stanju te radnje.               |                                                      |
|                    |                    |                                 |                    |                                                         |                          | |                                                      |
| Prezent            | pasiv stanja       | Ich bin gekauft.                |                    | Prezent                                                 | pasiv svršenih glagola   | Ja sam kupljen. | Netko me je kupio i zbog toga sam ja (sada) kupljen. |
| Preterit           | pasiv stanja       | Ich war gekauft.                | Aorist / imperfekt | Ja bijah kupljen.                                       | pasiv svršenih glagola   | Netko me kupiše i ja potom bijah kupljen.                                                                                          |                                                      |
| Perfekt            | pasiv stanja       | Ich bin gekauft gewesen.        | Perfekt            | Ja sam bio kupljen.                                     | pasiv svršenih glagola   | Netko me kupiše i ja potom bijah kupljen, ali sada više nisam. Ja se sada nalazim u posljedičnom stanju te radnje.                 |                                                      |
| Pluskvamperfekt    | pasiv stanja       | Ich war gekauft gewesen.        | Pluskvamperfekt    | Ja bijah bio kupljen. (Ja sam bio bio kupljen.)         | pasiv svršenih glagola   | Netko me kupiše i ja potom bijah kupljen, ali sada više nisam. Ja se sada više ne nalazim u posljedičnom stanju te radnje.         |                                                      |
| Futur I.           | pasiv stanja       | Ich werde gekauft sein.         | Futur I.           | Ja ću biti kupljen.                                     | pasiv svršenih glagola   | Netko će me kupiti. |                                                      |
| Futur II.          | pasiv stanja       | Ich werde gekauft gewesen sein. | Futur II.          | Ja budem kupljen.                                       | pasiv svršenih glagola   | Netko će me kupiti i ja ću potom biti kupljen.                                                                                     |                                                      |

Napomena: Hrvatski prijevodi njemačkih pasiva nisu u skladu sa službenom hrvatskom gramatikom, ali su u skladu sa logikom slavenskih jezika i najviše moguće odgovaraju njemačkom originalu.

## Upotreba pomoćnih glagolseinihaben
Često se pri govorenju njemačkog jezika javlja problem oko toga treba li perfekt, pluskvamperfekt i futur II. nekog glagola tvoriti pomoćnim glagolom haben (imati) ili sein (biti). 
Postoji jedan način na koji si govornici hrvatskog jezika uglavnom mogu pomoći oko te dvojbe.
Recept:
1. uzme se glagol na njemačkom
2. prevede se na hrvatski
3. od njega se napravi glagolski pridjev trpni
4. glagolski pridjev trpni stavi se u rečenicu u hrvatskom jeziku
5. ako ta hrvatska rečenica ima smisla, onda je u njemačkom potrebno upotrijebiti pomoćni glagol haben (imati), ako ta rečenica u hrvatskom nema smisla, onda je u njemačkom potrebno upotrijebiti pomoćni glagol sein (biti).

### Primjer 1.
Glagola sehen prevodi se na hrvatski kao gledati.
Napravi se glagolski pridjev trpni gledan.
Stavi se u rečenicu Ja sam gledan.
Rečenica ima smisla.
Dakle, na njemačkom se kaže Ich habe gesehen.

### Primjer 2.
Glagola hören prevodi se na hrvatski kao čuti.
Napravi se glagolski pridjev trpni čuven. 
Stavi se u rečenicu Ja sam čuven.
Rečenica ima smisla iako je malo čudna, ali značila bi nešto poput Mene se čulo.
Dakle, na njemačkom se kaže Ich habe gehört.

### Primjer 3.
Glagola gehen prevodi se na hrvatski kao ići.
Napravi se glagolski pridjev trpni *iđen (u hrvatskom se glagolski pridjev trpni ne može tvoriti od neprijelaznih glagola). 
Stavi se u rečenicu Ja sam *iđen.
Rečenica nema smisla.
Dakle, na njemačkom se kaže Ich bin gegangen.

## Vanjske poveznice
- Collins German Dictionary (engl.)